# ریخته‌گری چرخشی
ریخته‌گری چرخشی، که با نام ریخته‌گری قالب لاستیک گریز از مرکز (CRMC) نیز شناخته می‌شود، روشی است که به کمک اینرسی به ریخته‌گری از قالب لاستیکی می‌پردازد. به‌طور معمول، یک قالب دیسک شکل در محور اصلی خود با سرعت تعیین شده چرخانده می‌شود. سپس مواد ریخته‌گری (معمولاً فلز مذاب یا پلاستیک ترموست مایع)، از طریق یک دهانه در قسمت بالای قالب ریخته می‌شود. سپس قالب پر شده به چرخیدن ادامه می‌دهد در حالی که فلز (یا پلاستیک ترموست) منجمد می‌شود.

## شرح کلی
دو ویژگی مشخص ریخته‌گری چرخشی، قالبهای لاستیکی نیمه دائمی (غیرقابل مصرف) و استفاده از نیروی اینرسی است. این دو ویژگی فرایند را نسبت به روش ریخته‌گری مبتنی بر قالب و ریخته‌گری با قالب قابل مصرف، متفاوت می‌سازد. این ویژگی‌ها اپراتورها را قادر می‌سازد تا مدل‌های اصلی را با استفاده از پلیمر رس که استحکام در برابر تراش آسان، همچون پلاستین دارد که در صورت گرم شدن با استفاده از یک اجاق معمولی، به اندازه‌ای سفت می‌شود تا تحت فرایند ولکانیزاسیون مقاومت کند، طراحی کند و یک قالب اصلی تولید می‌کند که در آن مدل‌ها بعداً برای تولید قالب ریخته‌گری می‌شوند. این خصوصیات همچنین اپراتورها را به استفاده از مواد ریخته‌گری مخصوص برای نقاط ذوب کم و گرانروی تشویق می‌کند. بیشتر ریخته‌گری چرخشی با پیوتر و آلیاژهای روی یا پلاستیک‌های ترموست انجام می‌شود.

## قالب‌های سیلیکونی
در فرایند ریخته‌گری چرخشی معمولاً از سیلیکون ولکانیزه یا لاستیک آلی به عنوان بستر قالب‌سازی استفاده می‌شود. ولکانیزاسیون یک مرحله جدایی‌ناپذیر است که در نیمهٔ راه فرایند قالب‌سازی اتفاق می‌افتد. قبل از ولکانیزاسیون، لاستیک قالب مایعی نرم و شکل‌پذیر جامدگون است و از بسیاری جهات بسیار شبیه بتونه سیلیکونی است. به دلیل ماهیت رس مانند در این مرحله، قالب به راحتی برش داده می‌شود یا شکل می‌گیرد تا با مدل‌های نامنظم همساز شود. ولکانیزاسیون به دو منظور انجام می‌شود: ایجاد فضای منفی داخل قالب و همچنین سخت شدن لاستیک تا در هنگام ریخته‌گری محکم و سفت بماند.
پس از ولکانیزاسیون، قبل از اینکه قالب قابل استفاده باشد، قالب باید تحت گیتینگ و تخلیه قرار گیرد. این شامل تراشیدن کانال‌ها برای اطمینان از جریان یافتن مناسب هوا و مواد در طی فرایند ریخته‌گری است. گیتینگ و تخلیه معمولاً با استفاده از چاقوی تیز یا چاقوی جراحی انجام می‌شود و بسته به پیچیدگی قالب از نظر زمانی متفاوت است. محصول نهایی یک قالب لاستیکی پخته شده‌است که می‌تواند صدها تا هزاران چرخه ریخته‌گری را قبل از نیاز به جایگزینی تحمل کند.

## مواد ریخته‌گری

### فلز
به‌طور کلی، مواد ریخته‌گری مورد استفاده برای فرآیندهای رقابتی مانند ریخته‌گری تحت فشار فلزی و قالب‌گیری تزریقی مشابه هستند، اما برای ریخته‌گری چرخشی مناسب نیستند. به عنوان مثال، یک آلیاژ معمول ریخته‌گری تحت فشار روی مانند Zamak 3 می‌تواند مورد استفاده قرار گیرد اما هنگام ریخته‌گری با نیروی گریز از مرکز، خیلی سریع از حالت مذاب جامد می‌شود. این به‌طور معمول باعث پر شدن ناقص قالب و همچنین یک سطح پایانی خشن و متخلخل به نام اثر پوست پرتقال می‌شود. Zamak 2، ترکیبی کمی متفاوت، در ابتدا به عنوان یک آلیاژ ریخته‌گری گرانش با مقاومت نهایی بیشتر تولید شد، اما مشخص شد که با ریخته‌گری چرخشی نیز به خوبی کار می‌کند. محتوای مس اضافی آن رفتار یوتکتیک را تشویق می‌کند و نقطه انجماد کمتری را ایجاد می‌کند. به "Kirksite" معروف شده‌است و باعث ایجاد طیف وسیعی از آلیاژهای ریخته‌گری چرخشی، برخی با اجزای اضافی مانند منیزیم، برای کنترل سطح نهایی می‌شود.
برای اطمینان از فرایند تولید مجدد با کیفیت نهایی بالا در چرخه‌های ریخته‌گری قابل تکرار، ریخته‌گری چرخشی نیاز به مواد با ویژگی‌های زیر و به دلایل زیر دارد:
- عملکرد در دمای پایین - ریخته‌گری چرخشی فرآیندی در دمای پایین است، زیرا قرارگرفتن بیش از حد در دمای بالا باعث تخریب قالب لاستیک می‌شود. بسته به ترکیب واقعی، ممکن است قالب در هنگام ایجاد ترک و تراشه بیش از حد نرم یا سخت شود.
- انجماد آهسته و گرانروی کم - جریان یکنواخت و نامقید مواد ریخته‌گری تأثیر قابل توجهی بر کیفیت و سطح نهایی موارد پایانی دارد.

### پلاستیک
جدا از آلیاژهای فلزی مزبور، رزین‌های ترموست و پلاستیک با ریخته‌گری چرخشی به خوبی کار می‌کنند زیرا می‌توانند به عنوان مایعات معرفی شوند و در هنگام چرخش قالب تنظیم یا جامد می‌شوند. به‌طور کلی، ریخته‌گری چرخشی استفاده از مواد ریخته‌گری را تشویق می‌کند که هنگام ورود به قالب مایع بوده و در سیکل چرخش با سرعت آهسته و یکنواخت جامد شوند.

## تجهیزات

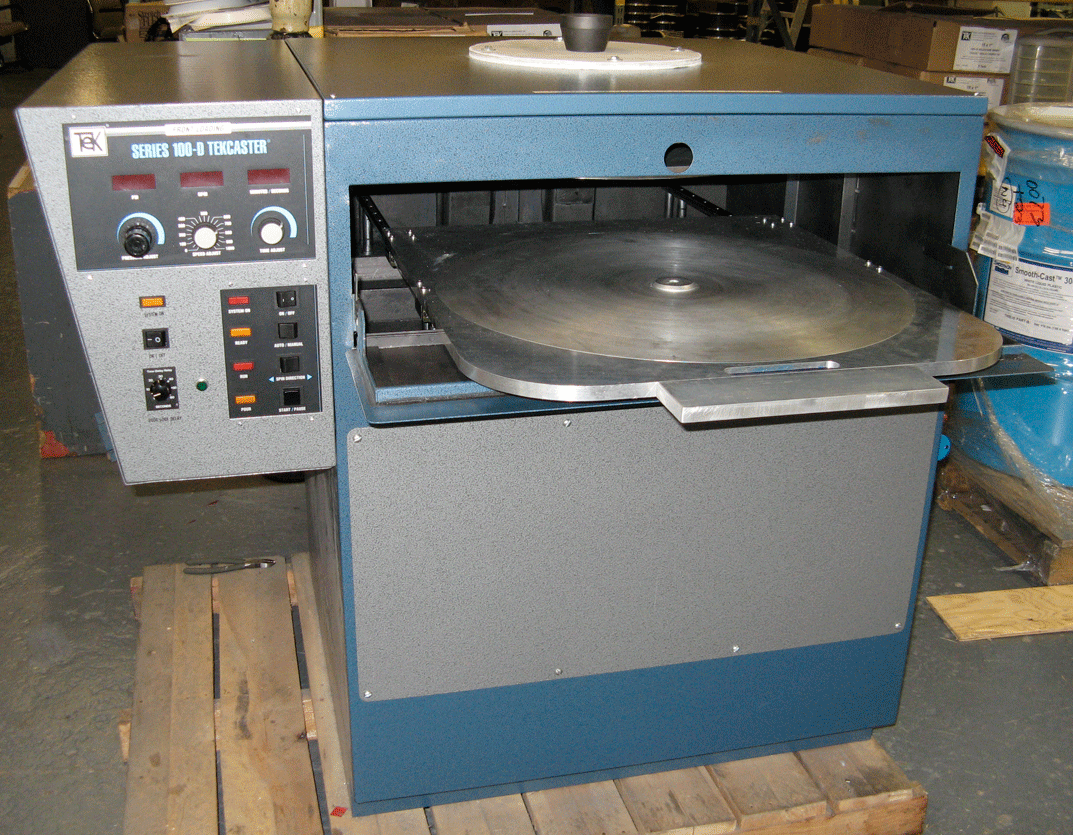
چرخک چرخشی بارگیری از جلو ۲۴ اینچ

### چرخک چرخشی
در طی فرایند ریخته‌گری، قالب نهایی در امتداد محور مرکزی خود بسته به ماده ریخته‌گری انتخاب شده، برای مدت زمان ۳۰ ثانیه تا چند دقیقه می‌چرخد. داخل دستگاه ریخته‌گری چرخشی یا چرخک چرخشی از یک موتور و سیستم کلمپینگ فشاری تشکیل شده‌است که قالب را به درستی در جای خود نگه می‌دارد در حالی که با سرعت ثابت می‌چرخد. این اجزا در داخل بدنه دستگاهی قرار می‌گیرند که از شعله‌ور شدن مذاب فلز یا پلاستیک مایع محافظت می‌کند تا در هنگام چرخش سهواً از قالب خارج نشود. بدون مهار مناسب، مذاب داغ شعله‌ور می‌تواند برای افراد اطراف خطر جدی باشد.
ماشین‌های ریخته‌گری چرخشی تجاری در دو نوع مختلف بارگیری از جلو و بارگیری از بالا موجودند. با توجه به وزن و حجیم بودن قالب‌های چرخشی، دستگاه‌های بارگیری از جلو، مزایای زیادی در رابطه با سهولت استفاده و صرفه‌جویی در وقت ارائه می‌دهند. قالب‌های لاستیکی مخصوصاً در قطرهای بزرگتر و هنگام ریخته‌گری فلز می‌توانند خیلی سنگین شوند. از آنجا که بارگیری و تخلیه چرخک با دست انجام می‌شود، آسان‌ترین و کمترین احتمال شکست زمانی است که قالب را در سطح کمر در یک حرکت مایع، مطابق اجازه چرخک چرخشی بارگذاری از جلو، با مهارت دستکاری کرد. این امر برای به حداکثر رساندن تعداد چرخه‌های ریخته‌گری در ساعت، در فرایند تولید ریخته‌گری چرخشی مهم است.
دستگاه‌های بارگیری از بالا قیمت کمتری دارند و از نظر تئوری محدودیت حداکثر ضخامت قالب را ندارند.

### ولکانایزر

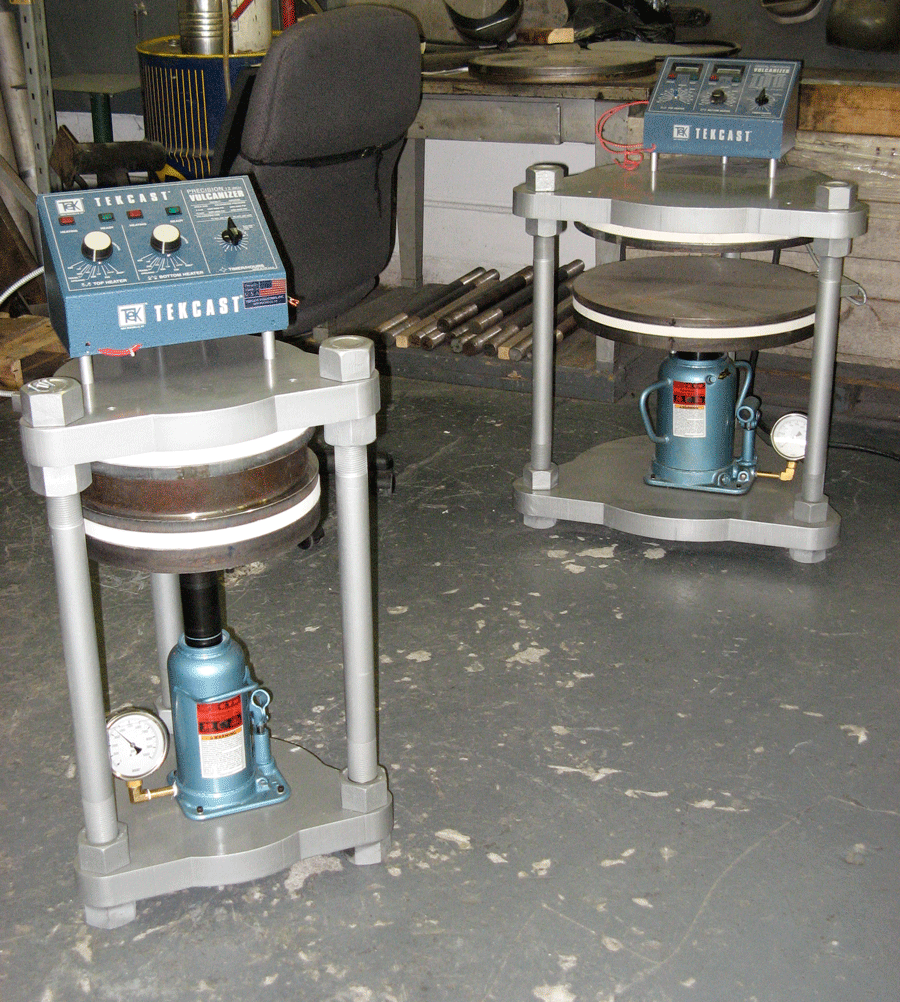
پرس‌های ولکانیزه‌کننده ۱۲ و ۱۸ اینچی

ولکانیزاسیون یک مرحله ضروری برای آماده‌سازی قالب سیلیکونی پخته نشده برای ریخته‌گری چرخشی است. در اثر گرما و فشار کنترل‌شده، سیلیکون به آرامی به یک قالب دائمی مقاوم در برابر حرارت و انعطاف‌پذیر تبدیل می‌شود. پرس ولکانش یا ولکانایزر، قالب را در حالی که آن را برای چند ساعت در معرض حرارت قرار می‌دهد، به‌طور یکنواخت فشرده می‌کند ولکانایزر شامل یک جفت صفحه پهن گرم‌شونده موازی است که روی یک پرس هیدرولیکی سوار شده‌است. ولکانایزرهای کوچک یا خانگی ممکن است به جای فشار هیدرولیکی، قالب را از طریق پیچ یا بست دوتی سنگین فشرده کنند. برخی از عملیات ریخته‌گری چرخشی ترجیح می‌دهند که به جای این که ولکانیزاسیون را خودشان انجام دهند، قالب‌ها را از یک منبع تهیه کنند.

### کوره ذوب

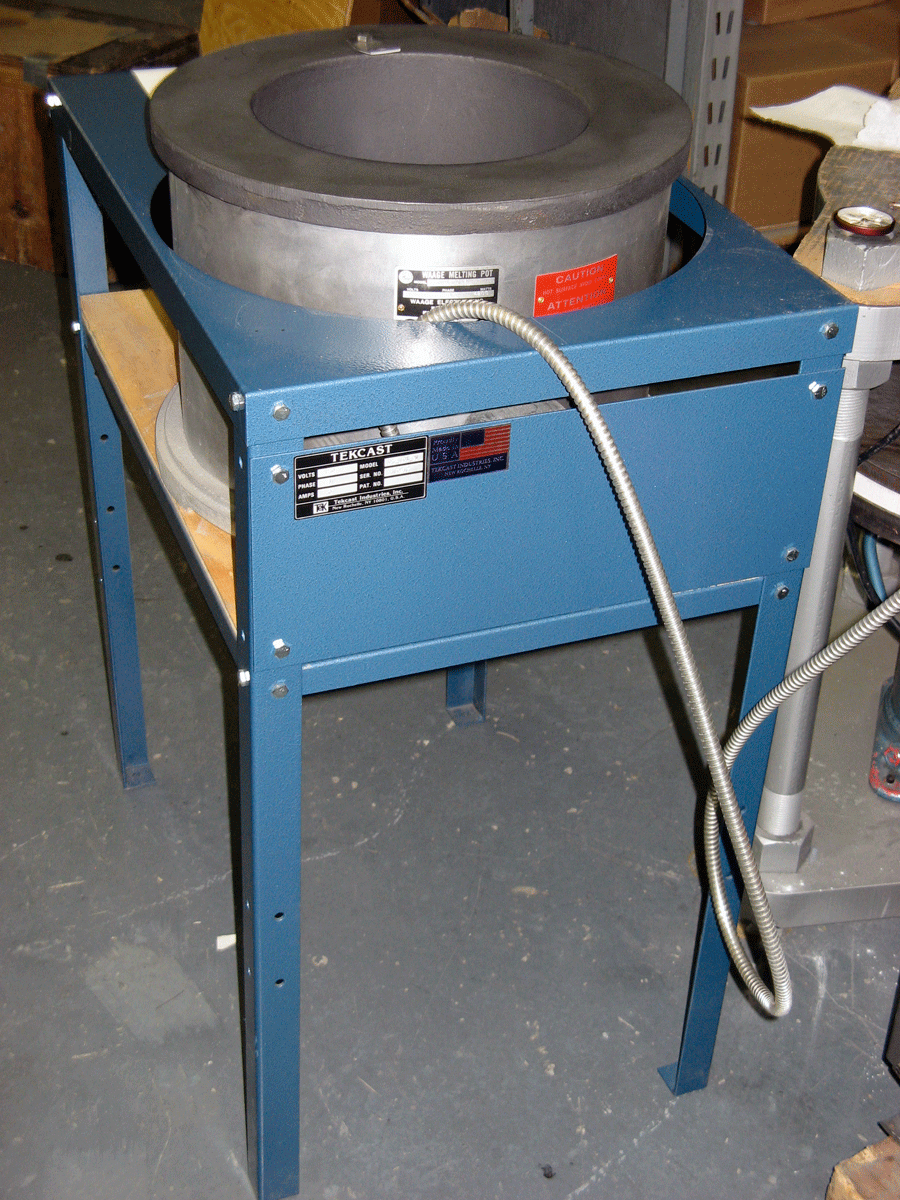
کوره ذوب برقی

کوره ذوب فقط در ریخته‌گری چرخشی فلزات ضروری است. فلز قبل از ورود به قالب باید ذوب شود. یک کوره ریخته‌گری چرخشی باید یک کنترل‌کننده دما داشته باشد، زیرا برای هر فلز یک محدوده دمایی مطلوب وجود دارد. به عنوان مثال، یک آلیاژ خاص روی معمولاً بین ۷۷۵ تا ۸۰۰ درجه فارنهایت ریخته‌گری می‌شود، در حالی که در حدود ۵۰۰ درجه فارنهایت ذوب می‌شود. اگر فلز در دمای بالاتر به قالب وارد شود (در این حالت بالاتر از ۸۰۰ درجه فارنهایت)، به‌طور دائمی سطح سیلیکون را می‌پوشد و عمر قالب را کوتاه می‌کند. اگر فلز در دمای خیلی پایین‌تر (زیر ۷۷۵ درجه فارنهایت) وارد شود، زمان انجماد آن نیز به همین ترتیب کوتاه می‌شود و در نتیجه باعث ریخته‌گری ناقص یا با کیفیت پایین می‌شود. ریخته‌گری چرخشی فلزات به کوره‌ای با کنترل دمای دقیق و دانش دمای مناسب ریخته‌گری نیاز دارد.

## فرآیندهای مشابه
ریخته‌گری چرخشی روشی مطلوب برای ساخت اقلام در مواد مشخص شده‌است - فلزات با درجه حرارت پایین و پلاستیک‌های ترموست. در مقایسه با دو فرایند رقیب اصلی، قالب‌گیری تزریقی و ریخته‌گری تحت فشار (روی)، ریخته‌گری چرخشی از نظر هزینه راه اندازی و سهولت استفاده از مزایای قابل توجهی برخوردار است. در بعضی موارد، چرخش چرخشی همچنین می‌تواند جایگزینی برای ریخته‌گری ماسه‌ای، ریخته‌گری در قالب گچی یا ریخته‌گری دقیق باشد. این سه روش (شن، گچ و لاست وکس) به‌طور مستقیم قابل مقایسه نیستند زیرا هر یک از آنها از یک قالب مصرفی استفاده می‌کنند.
|                              | ریخته‌گری چرخشی                                    | ریخته‌گری تحت فشار            | قالب‌گیری تزریقی                            |
| ---------------------------- | ------------------------------------------------- | ---------------------------- | ------------------------------------------ |
| مواد قالب                    | لاستیک ولکانیزه                                   | فولاد ابزاری ماشینکاری شده   | آلومینیوم ماشینکاری شده، برنج فولاد ابزاری |
| مواد ریخته‌گری                | روی، قلع، سرب، پیوتر، پلاستیک‌های ترموست، موم الگو | روی، آلومینیوم، منیزیم       | اکثر ترموپلاستیک‌ها                         |
| متوسط هزینه ابزار (USD)      | ۷٬۵۰۰–۲۰٬۰۰۰ دلار                                 | ۵۰٬۰۰۰–۲٬۵۰۰٬۰۰۰ دلار        | ۲۵٬۰۰۰–۱۵۰٬۰۰۰ دلار                        |
| امکان ایجاد تغییرات در طراحی | آسان‌ترین                                          | خیلی سخت                     | خیلی سخت                                   |
| زمان ابتدایی اولیه معمولی    | ۴ ساعت تا ۲ روز                                   | ۱۲ تا ۲۴ هفته                | ۱۲ تا ۲۴ هفته                              |
| تحمل‌های ریخته‌گری             | خیلی نزدیک                                        | نزدیکترین                    | نزدیکترین                                  |
| قیمت قطعه                    | خیلی کم                                           | پایین‌ترین                    | پایین‌ترین                                  |
| محدوده اندازه                | ۰٫۵–۱۲ اینچ (۱۳–۳۰۵ میلیمتر)                      | ۰٫۵–۲۴ اینچ (۱۳–۶۱۰ میلیمتر) | ۰٫۵–۲۴ اینچ (۱۳–۶۱۰ میلیمتر)               |

اختلاف قابل توجه در هزینه ابزار و زمان، نتیجه ماشین‌کاری گران و زمان بری است که برای تولید قالب‌های فلزی دقیق مورد استفاده در ریخته‌گری تحت فشار و تزریق پلاستیک مورد نیاز است. ابزار دقیق و خاصیت کشسان قالب فلزی ماشین‌کاری شده منجر به ایجاد یک قالب با عمر طولانی مدت و بهبودهای جزئی در تحمل‌های ریخته‌گری می‌شود. ترموپلاستیک‌ها و آلیاژهای فلزی ریخته‌گری تحت فشار، نسبت به آنالوگ‌های مخصوص ریخته‌گری چرخشی استفاده گسترده‌تری دارند و معمولاً ارزان‌ترند.

## کاربردها
ریخته‌گری چرخشی معمولاً برای ساخت موارد زیر استفاده می‌شود:
- مینیاتورها و مجسمه‌های بازی - هم در فلز و هم در پلاستیک‌ها.
- قلاب‌های ماهیگیری و وسایل ماهیگیری از جمله سر جیگ.
- اقلام تزئینی و جدید - سگک کمربند، سنجاق، آرم، مدال، جایزه، سوغات متنوع و غیره
- تولید صنعتی و تولید قطعات جایگزین.
- نمونه‌سازی سریع / تولید سریع - ریخته‌گری چرخشی یک فرایند کمکی عالی است زیرا امکان تولید سریع و کارآمد کپی‌های کاملاً کاربردی را از پیش نمونه‌های شکننده فراهم می‌کند.

به دلیل کم بودن هزینه‌های راه‌اندازی و سهولت استفاده، ریخته‌گری چرخشی در اختیار افراد و مشاغل مختلفی است که نمی‌توانند سرمایه‌گذاری مورد نیاز ریخته‌گری تحت فشار، قالب‌گیری تزریقی یا فرآیندهای مشابه را انجام دهند. این کاربران شامل بیزنس‌های کوچکتر و خانه‌ها می‌شوند که معمولاً کار خود را با ایجاد کارگاه انجام می‌دهند و همچنین علاقه‌مندان به تولید موارد بی‌نظیر برای لذت شخصی نیز شامل می‌شوند؛ بنابراین، استفاده از ریخته‌گری چرخشی برای طیف وسیعی از برنامه‌ها نسبت به سایر فناوری‌های رقیب قابل دسترس است.